# ネイビーシールズ 空港占拠
『ネイビーシールズ 空港占拠』（ネイビーシールズ くうこうせんきょ、One More Shot）は、2024年のイギリスのアクション・スリラー映画。2021年の映画『ネイビーシールズ ローグ・ネイション』の続編。監督はジェームズ・ナン、出演はスコット・アドキンス、マイケル・ジェイ・ホワイト、アレクシス・ナップ、トム・ベレンジャーなど。空港を占拠した謎の傭兵部隊とネイビーシールズの戦いを全編ワンカット撮影で描いている。

## ストーリー
ポーランドのブラック・サイトがテロリストの襲撃により壊滅的な被害を受けた後、ネイビーシールズのジェイク・ハリス大尉はテロの嫌疑がかかるアミン・マンスールをワシントンDCまで移送する任務に就く。大統領演説の時間が迫る中でマンスールは尋問にかけられることになるが、元米国軍人のジャクソンが率いる武装した傭兵の一団が空港を占拠しマンスールの奪取を狙う。ハリス大尉はテロを防ぐためにマンスールを守り、傭兵たちと孤軍奮闘することになる。

## キャスト
| 役名                     | 俳優                       |
| ------------------------ | -------------------------- |
| ジェイク・ハリス         | スコット・アドキンス       |
| ロバート・ジャクソン     | マイケル・ジェイ・ホワイト |
| ジェニファー・ロマックス | アレクシス・ナップ         |
| マイク・マーシャル       | トム・ベレンジャー         |
| アミン・マンスール       | ワリード・エルガディ       |
| ナイーシャ・マンスール   | ミーナ・レイヤン           |
| フーパー捜査官           | ハンナ・アータートン       |
| ケリー・ハリス           | ジル・ウィンターニッツ     |
| FBIロング捜査官          | ニール・リンパウ           |

## 公開
英国では2024年1月12日にスカイ・シネマで放映された。米国では2024年1月16日から、日本では2024年6月5日から配信された。

## 作品の評価
Rotten Tomatoesによれば、7件の評論のうち高評価は57%にあたる4件で、平均点は10点満点中5.7点となっている。